# Ivo Claes
Ivo Claes (31 oktober 1963) is een Belgische voormalige atleet, die gespecialiseerd was in de lange afstand en het veldlopen. Hij nam driemaal deel aan de wereldkampioenschappen veldlopen en eenmaal aan het wereldkampioenschap halve marathon. Hij werd op drie verschillende nummers Belgisch kampioen.

## Biografie
Ivo Claes werd in 1991 voor het eerst Belgisch kampioen op de 5000 m. In 1994 volgde een titel op de 10.000 m. Het jaar nadien werd hij Belgisch kampioen op de halve marathon. Hij nam ook deel aan het wereldkampioenschap halve marathon, waar hij eenennegentigste werd.
In het veldlopen nam Claes driemaal deel aan de wereldkampioenschappen. Hij behaalde een tachtigste plaats als beste resultaat.
Claes was aangesloten bij Sporting Atletiekclub Neerpelt (SACN) en stapte over naar AV Toekomst. Hij werd na zijn actieve carrière trainer.

## Belgische kampioenschappen
| Onderdeel      | Jaar |
| -------------- | ---- |
| 5000 m         | 1990 |
| 10.000 m       | 1994 |
| halve marathon | 1995 |

## Persoonlijke records
| Onderdeel | Prestatie | Datum         | Plaats   |
| --------- | --------- | ------------- | -------- |
| 3000 m    | 7.49,70   | 18 juli 1992  | Hechtel  |
| 5000 m    | 13.36,08  | 30 mei 1992   | Kerkrade |
| 10.000 m  | 28.54,15  | 25 april 1992 | Lommel   |

## Palmares

### 3000 m
- 1993:  BK indoor AC - 8.10,43

### 5000 m
- 1990:  BK AC - 13.58,00
- 1991:  BK AC - 14.03,06
- 1992:  BK AC - 14.10,3

### 10.000 m
- 1994:  BK AC in Duffel - 29.35,09

### halve marathon
- 1991: 4e halve marathon van Egmond - 1:06.48
- 1995:  BK AC in Beveren - 1:06.36
- 1995: 91e WK in Montbéliard-Belfort - 1:06.59

### veldlopen
- 1990: 80e WK in Aix-les-Bains
- 1991: 184e WK in Antwerpen
- 1992: 88e WK in Boston